# Lista de primeiros-ministros de Montenegro
O Presidente do Governo de Montenegro (em montenegrino: Predsjednik/Predsjednica Vlade Crne Gore/Предсједник/Предсјед ница Владе Црне Горе), também chamado informalmente de primeiro-ministro de Montenegro (em montenegrino: Premijer/Premijerka Crne Gore/Премијер/Премијерка Црне Горе), é o chefe de Governo de Montenegro. A renúncia do primeiro-ministro causará a queda do Governo.
Atualmente, o cargo é ocupado por Dritan Abazović.
Esta página lista os primeiros-ministros do país:

## Lista de primeiros-ministros

### Como parte do Império Otomano

#### Principado de Montenegro
| Presidente do Conselho Ministerial 1879 - 1910 |  |                              |                        |                        |
| 1                                              |  | Vojvoda Božo Petrović-Njegoš | 20 de Março de 1879    | 19 de Dezembro de 1905 |
| 2                                              |  | Lazar Mijušković             | 19 de Dezembro de 1905 | 24 de Novembro de 1906 |
| 3                                              |  | Marko Radulović              | 24 de Novembro de 1906 | 1 de Fevereiro de 1907 |
| 4                                              |  | Andrija Radović              | 1 de Fevereiro de 1907 | 17 de Abril de 1907    |
| 5                                              |  | Lazar Tomanović              | 17 de Abril de 1907    | 28 de Agosto de 1910   |

### Reino de Montenegro
| Presidente do Conselho Ministerial 1910 - 1922 |  |                  |                      |                     |
| 5                                              |  | Lazar Tomanović  | 28 de Agosto de 1910 | 19 de Junho de 1912 |
| 6                                              |  | Mitar Martinović | 19 de Junho de 1912  | 8 de Maio 1913      |
| 7                                              |  | Janko Vukotić    | 8 de Maio de 1913    | 16 de Julho de 1915 |
| 8                                              |  | Milo Matanović   | 16 de Julho de 1915  | 2 January 1916      |

### Governo em exílio
Com a invasão da Áustria-Hungria a Montenegro durante a Primeira Guerra Mundial, o governo de Montenegro perdeu seu poder local, governando em exílio. Com a incorporação de Montenegro a Sérvia, Montenegro foi extinto, e o governo em exílio continuou a existir, até ser desfeito.
| Número | Nome | Nome             | Iniciou o mandato       | Deixou o mandato        |
| ------ | ---- | ---------------- | ----------------------- | ----------------------- |
| 9      |      | Lazar Mijušković | 2 de Janeiro de 1916    | 12 de Maio de 1916      |
| 10     |      | Andrija Radović  | 12 de Maio de 1916      | 17 de Janeiro de 1917   |
| 11     |      | Milo Matanović   | 17 de Janeiro de 1917   | 11 de Junho de 1917     |
| 12     |      | Evgenije Popović | 11 de Junho de 1917     | 17 de Fevereiro de 1919 |
| 13     |      | Anto Gvozdenović | 17 de Fevereiro de 1919 | 1 de Março de 1921      |
| 14     |      | Jovan Plamenac   | 1 de Março de 1921      | 13 de Janeiro de 1922   |
| 15     |      | Milutin Vučinić  | 13 de Janeiro de 1922   | 13 de Fevereiro de 1922 |
| 16     |      | Anto Gvozdenović | 13 de Fevereiro de 1922 | 13 de Julho de 1922     |

### Como parte da Iugoslávia (1945-2003) e Sérvia e Montenegro (2003-2006)

#### República Socialista de Montenegro
| Ministro para Montenegro 1945                |   |                   |                         |                         |
| N/A                                          |   | Milovan Đilas     | 7 de Março de 1945      | 17 de Abril de 1945     |
| N/A                                          | — | Milovan Đilas     |                         |                         |
| Primeiro-Ministro 1945 - 1953                |   |                   |                         |                         |
| N/A                                          |   | Blažo Jovanović   | 17 de Abril de 1945     | 4 de Fevereiro de 1953  |
| N/A                                          | — | Blažo Jovanović   |                         |                         |
| Presidente do Conselho Executivo 1953 - 1991 |   |                   |                         |                         |
| 1 (17)                                       |   | Blažo Jovanović   | 4 de Fevereiro de 1953  | 16 de Dezembro de 1953  |
| 1 (17)                                       | — | Blažo Jovanović   |                         |                         |
| 2 (18)                                       |   | Filip Bajković    | 16 de Dezembro de 1953  | 12 de Julho de 1962     |
| 2 (18)                                       | — | Filip Bajković    |                         |                         |
| 3 (19)                                       |   | Đorđije Pajković  | 12 de Julho de 1962     | 25 de Junho de 1963     |
| 3 (19)                                       | — | Đorđije Pajković  |                         |                         |
| 4 (20)                                       |   | Veselin Đuranović | 25 de Junho de 1963     | 8 de Dezembro de 1966   |
| 4 (20)                                       | — | Veselin Đuranović |                         |                         |
| 5 (21)                                       |   | Mijuško Šibalić   | 8 de Dezembro de 1966   | 5 de Maio de 1967       |
| 5 (21)                                       | — | Mijuško Šibalić   |                         |                         |
| 6 (22)                                       |   | Vidoje Žarković   | 5 de Maio de 1967       | 7 de Outubro de 1969    |
| 6 (22)                                       | — | Vidoje Žarković   |                         |                         |
| 7 (23)                                       |   | Žarko Bulajić     | 7 de Outubro de 1969    | 6 de Maio de 1974       |
| 7 (23)                                       | — | Žarko Bulajić     |                         |                         |
| 8 (24)                                       |   | Marko Orlandić    | 6 de Maio de 1974       | 28 de Abril de 1978     |
| 8 (24)                                       | — | Marko Orlandić    |                         |                         |
| 9 (25)                                       |   | Momčilo Cemović   | 28 de Abril de 1978     | 7 de Maio de 1982       |
| 9 (25)                                       | — | Momčilo Cemović   |                         |                         |
| 10 (26)                                      |   | Radivoje Brajović | 7 de Maio de 1982       | 6 de Junho de 1986      |
| 10 (26)                                      | — | Radivoje Brajović |                         |                         |
| 11 (27)                                      |   | Vuko Vukadinović  | 6 de Junho de 1986      | 29 de Março de 1989     |
| 11 (27)                                      | — | Vuko Vukadinović  |                         |                         |
| 12 (28)                                      |   | Radoje Kontić     | 29 de Março de 1989     | 15 de Fevereiro de 1991 |
| 12 (28)                                      | — | Radoje Kontić     |                         |                         |
| Primeiro-ministro 1991-até hoje              |   |                   |                         |                         |
| 1 (29)                                       |   | Milo Đukanović    | 15 de Fevereiro de 1991 | 28 de Abril de 1992     |

#### República Autônoma de Montenegro
| Número | Nome | Nome            | Inicou o mandato       | Terminou o Mandato     |
| ------ | ---- | --------------- | ---------------------- | ---------------------- |
| 1 (29) |      | Milo Đukanović  | 28 de Abril de 1991    | 5 de Fevereiro de 1998 |
| 1 (29) | —    | Milo Đukanović  |                        |                        |
| 2 (30) |      | Filip Vujanović | 5 de Fevereiro de 1998 | 8 de Janeiro de 2003   |
| 2 (30) | —    | Filip Vujanović |                        |                        |
| 1 (29) |      | Milo Đukanović  | 8 de Janeiro de 2003   | 3 de Junho de 2006     |

### Montenegro independente
| N.º    | Nome | Nome               | Inicou o mandato        | Terminou o Mandato      |
| ------ | ---- | ------------------ | ----------------------- | ----------------------- |
| 1 (29) |      | Milo Đukanović     | 3 de Junho de 2006      | 10 de Novembro de 2006  |
| 1 (29) | —    | Milo Đukanović     |                         |                         |
| 3 (31) |      | Željko Šturanović  | 10 de Novembro de 2006  | 29 de Fevereiro de 2008 |
| 3 (31) | —    | Željko Šturanović  |                         |                         |
| 1 (29) |      | Milo Đukanović     | 29 de Fevereiro de 2008 | 29 de Dezembro de 2010  |
| 1 (29) | —    | Milo Đukanović     |                         |                         |
| 4 (32) |      | Igor Lukšić        | 29 de Dezembro de 2010  | 4 de Dezembro de 2012   |
| 4 (32) | —    | Igor Lukšić        |                         |                         |
| 1 (29) |      | Milo Đukanović     | 4 de Dezembro de 2012   | 28 de Novembro de 2016  |
| 1 (29) | —    | Milo Đukanović     |                         |                         |
| 1 (30) |      | Duško Marković     | 28 de Novembro de 2016  | 4 de Dezembro de 2020   |
| 1 (30) | —    | Duško Marković     |                         |                         |
| 1 (31) |      | Zdravko Krivokapić | 4 de Dezembro de 2020   | 28 de abril de 2022     |
| 7 (31) |      | Dritan Abazović    | 28 de abril de 2022     | 31 de outubro de 2023   |
| 8 (32) |      | Milojko Spajić     | 31 de outubro de 2023   | presente                |